# Peña Colorada, Comonfort
Peña Colorada är en ort i Mexiko.   Den ligger i kommunen Comonfort och delstaten Guanajuato, i den centrala delen av landet, 220 km nordväst om huvudstaden Mexico City. Peña Colorada ligger 1 915 meter över havet och antalet invånare är 140.
Terrängen runt Peña Colorada är huvudsakligen kuperad, men åt sydväst är den platt. Runt Peña Colorada är det ganska tätbefolkat, med 111 invånare per kvadratkilometer. Närmaste större samhälle är San Miguel de Allende, 17,4 km norr om Peña Colorada. I omgivningarna runt Peña Colorada växer huvudsakligen savannskog.